# Các thị trấn Spa lớn của châu Âu
Các thị trấn Spa lớn của châu Âu là một Di sản thế giới xuyên quốc gia được UNESCO công nhận vào năm 2021. Nó bao gồm 11 thị trấn spa nổi tiếng nằm ở 7 quốc gia châu Âu. Các thị trấn này phát triển xung quanh các suối nước khoáng tự nhiên, mạnh mẽ nhất vào giai đoạn từ đầu thế kỷ 18 cho đến những năm 1930.

## Đề cử
Thành phố Bath đã được ghi vào danh sách Di sản thế giới từ năm 1987. Những nỗ lực để đưa các thị trấn spa nổi tiếng khác vào danh sách di sản thế giới bắt đầu từ năm 2012 và để cử đã được đệ trình vào năm 2019. Nó đã được xem xét vào năm 2020, tuy nhiên do ảnh hưởng từ Covid-19 trên toàn cầu, kỳ họp thường niên của Ủy ban Di sản thế giới bị hoãn nên đến năm 2021, nó mới chính thức trở thành Di sản thế giới.

## Danh sách
Dưới đây là danh sách 11 thị trấn spa như là một phần của di sản này nằm tại 7 quốc gia được UNESCO công nhận là Di sản thế giới:
| Hình ảnh | Số hiệu UNESCO | Quốc gia     | Thị trấn          |
| -------- | -------------- | ------------ | ----------------- |
|          | 1613-001       | Áo           | Baden bei Wien    |
|          | 1613-002       | Bỉ           | Spa               |
|          | 1613-003       | Cộng hòa Séc | Františkovy Lázně |
|          | 1613-004       | Cộng hòa Séc | Karlovy Vary      |
|          | 1613-005       | Cộng hòa Séc | Mariánské Lázně   |
|          | 1613-006       | Pháp         | Vichy             |
|          | 1613-007       | Đức          | Bad Ems           |
|          | 1613-008       | Đức          | Baden-Baden       |
|          | 1613-009       | Đức          | Bad Kissingen     |
|          | 1613-010       | Ý            | Montecatini Terme |
|          | 1613-011       | Anh Quốc     | Bath              |